# Urovci
Urovci (cyr. Уровци) – wieś w Serbii, w mieście Belgrad, w gminie miejskiej Obrenovac. W 2011 roku liczyła 1521 mieszkańców.